# Automeris vomona
Automeris vomona är en fjärilsart som beskrevs av William Schaus 1906. Automeris vomona ingår i släktet Automeris och familjen påfågelsspinnare. Inga underarter finns listade i Catalogue of Life.